# Tuneega Tuneega
Pour plus de détails, voir Fiche technique et Distribution.
Tuneega Tuneega est un film romantique du cinéma télougou, réalisé en 2012, par M. S. Raju (en). Le film met en vedette Sumanth Ashwin (en), Rhea Chakraborty, Mrinal Dutt et Vasundhara Kashyap (en). Distribué par Dil Raju (en) sous la bannière de Sri Venkateswara Creations (en), le film est sorti dans le monde entier le 20 juillet 2012.

## Synopsis
Rama Swamy (Prabhu) et Ravindra Babu (Nagababu) sont des amis d'enfance qui restent ensemble. Leurs enfants Karthik (Sumanth Ashwin) et Nidhi (Rhea Chakraborty) ont le même âge mais ils se détestent et se tourmentent en se faisant des farces. Après un certain temps, Nidhi est envoyée à l'étranger pour poursuivre ses études.
Après un intervalle de 12 ans, Nidhi revient et rencontre Karthik lors d'une fête de famille. C'est le coup de foudre pour Karthik, mais il cache son identité. Lentement, Nidhi découvre la vérité et, ce faisant, tombe sous le charme de Karthik. Au moment où tout semble rose, la famille de Nidhi veut qu'elle épouse quelqu'un d'autre. Le reste de l'histoire raconte comment Karthik gagne son amour.

## Fiche technique
Sauf indication contraire, les informations mentionnées dans cette section peuvent être confirmées par la base de données cinématographiques IMDb,  présente dans la section « Liens externes ».
- Titre : Tuneega Tuneega
- Réalisation : M. S. Raju (en)
- Scénario : Frères Paruchuri (en) (dialogue)
- Musique : Karthik Raja (en)
- Production : Padmini Arts - Sri Venkateswara Creations (en)
- Langue : Télougou
- Genre : Film romantique
- Durée : 144 minutes (2 h 24)
- Dates de sorties en salles :
  -  Inde : 20 juillet 2012

## Distribution
- Sumanth Ashwin (en) : Karthik
- Rhea Chakraborty : Nidhi
- Prabhu (en) : Ramasamy
- Naga Babu (en) : Ravindra Babu
- Manisha Yadav (en) : Maithri
- Vasundhara Kashyap (en) : Neethu
- Abinaya : Kavya
- Sayaji Shinde (en) : James (Narrateur)
- Paruchuri Venkateswara Rao (en)
- Vijayachander (en)
- Seetha (en)
- Vinod Kumar (en) : Ravindra le beau-frère de Babu
- Chandra Mohan (en) : prêtre
- Geetha (en)
- Jyothi
- MS Narayana (en)
- AVS (en)
- Melkote (en)
- Shriya Sharma (en) : Jeune Nidhi